# Perebea xanthochyma
Perebea xanthochyma es una especie de árbol de la familia Moraceae, que se encuentra en los bosques, en hondonadas y en los márgenes de las quebradas y riachuelos, a menos de 1800 m de altitud, desde Costa Rica hasta Bolivia y Brasil. Se le conoce como cerillo.

## Descripción
El tronco alcanza de 5 a 20 m de altura y 10 a 30 cm de diámetro y presenta corteza exterior negra y un exudado blancuzco. Las hojas simples y alternas, de 6 a 40 cm de largo y de 4 a 20 cm de ancho, oblongo-elípticas, con ápice acuminado, bordes dentados y base redondeada. Los pecíolos de 0,3 a 0,5 cm de largo. El color de las flores va de verdes a amarillentas. El fruto en drupa comestible, rojo al madurar.